# Cordelia (måne)
För andra betydelser, se Cordelia.
Cordelia är en av Uranus månar. Den upptäcktes 1986 vid passagen av den amerikanska rymdsonden Voyager 2, och fick den tillfälliga beteckningen S/1986 U 7. Den är också betecknad Uranus VI.
Cordelia är uppkallad efter kungens yngsta dotter i William Shakespeares pjäs Kung Lear.
Man vet knappt någonting annat än om dess omloppsbana , dess radie på 21 km och den geometriska albedon på 0,08. På bilder tagna av Voyager 2 ser Cordelia ut att vara avlång till formen, den längre axeln pekar mot Uranus. Axelvärdena av Cordelias form är 0,7 ± 0,2.
Cordelia agerar som en inre herdemåne till Uranus Epsilonring.